# Microrregión del Nordeste de Roraima
La microrregión del Nordeste de Roraima es una de las microrregiones del estado brasilero de Roraima perteneciente a la mesorregión del Norte de Roraima. Su población fue estimada en 2006 por el IBGE en 35.780 habitantes y está dividida en 4 municipios. Posee un área de 30.792,413 km².

## Municipios
- Bonfim
- Cantá
- Normandia
- Uiramutã

- Datos: Q2199940